# Gabrio Rosa

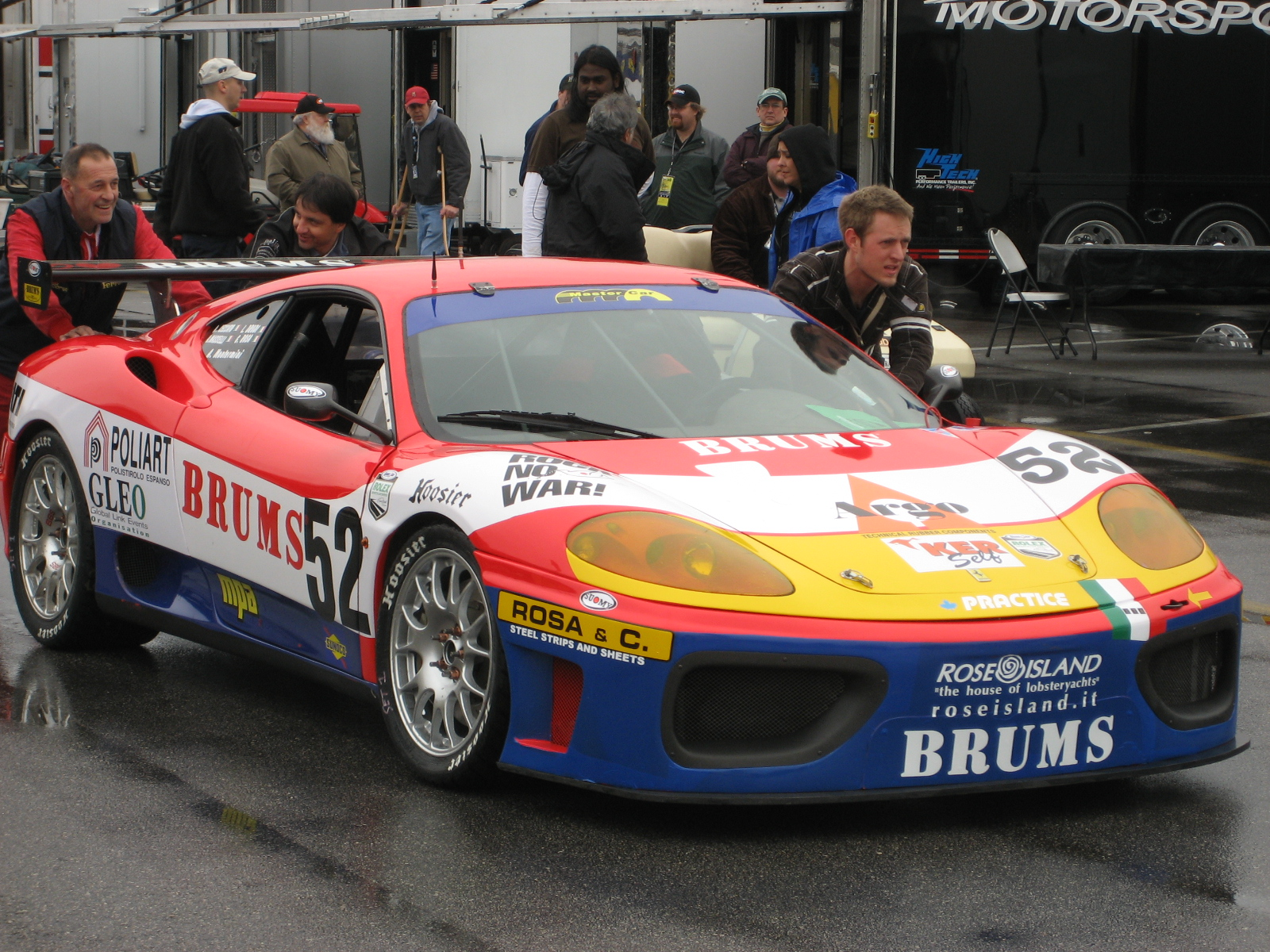
Der Ferrari 360 Modena mit dem Gabrio Rosa beim 24-Stunden-Rennen von Daytona 2007 am Start war

Gabriele „Gabrio“ Rosa (* 15. Oktober 1954 in Bergamo) ist ein ehemaliger italienischer Autorennfahrer.

## Karriere
Gabrio Rosa wurde vor allem als Sportwagen-Pilot bekannt. Er fuhr viele Jahre in der italienischen GT-Meisterschaft und feierte 1999 mit dem Sieg beim 6-Stunden-Rennen von Vallelunga seinen ersten internationalen Erfolg. 2000 gab er sein Debüt beim 24-Stunden-Rennen von Le Mans, wo er im Jahr darauf mit einem sechsten Gesamtrang in einem GT2-Porsche 996 GT3 RS einen überraschenden Erfolg feierte. Nach mehreren Saisonen in der Le Mans Series und der International GT Open wechselte er 2010 in die USA, dort geht er in der Grand-Am Sports Car Series an den Start.

## Statistik

### Le-Mans-Ergebnisse
| Jahr | Team              | Fahrzeug           | Teamkollege     | Teamkollege          | Platzierung            | Ausfallgrund |
| ---- | ----------------- | ------------------ | --------------- | -------------------- | ---------------------- | ------------ |
| 2000 | Haberthur Racing  | Porsche 996 GT3 R  | Fabio Babini    | Michel Ligonnet      | Ausfall                | Unfall       |
| 2001 | Seikel Motorsport | Porsche 996 GT3 RS | Fabio Babini    | Luca Drudi           | Rang 6 und Klassensieg |              |
| 2002 | Seikel Motorsport | Porsche 996 GT3 RS | Luca Riccitelli | Luca Drudi           | Rang 22                |              |
| 2004 | Seikel Motorsport | Porsche 996 GT3 RS | Alex Caffi      | Peter van Merksteijn | Ausfall                | Motorschaden |

### Sebring-Ergebnisse
| Jahr | Team              | Fahrzeug           | Teamkollege | Teamkollege     | Platzierung | Ausfallgrund |
| ---- | ----------------- | ------------------ | ----------- | --------------- | ----------- | ------------ |
| 2001 | Seikel Motorsport | Porsche 911 GT3-RS | Alex Caffi  | Fabio Babini    | Rang 14     |              |
| 2002 | Seikel Motorsport | Porsche 911 GT3-RS | Alex Caffi  | Luca Riccitelli | Rang 21     |              |
| 2003 | Seikel Motorsport | Porsche 911 GT3-RS | Alex Caffi  | Andrea Chiesa   | Rang 14     |              |